# Barrio Chino de Salamanca
El Barrio Chino era la zona de la ciudad de Salamanca (España) en la que se agrupaban los lupanares, casas de citas y otros establecimientos de lenocinio de la ciudad. A lo largo de su dilatada historia, su ubicación se fue trasladando, paulatinamente, desde la ribera del río Tormes hasta el área conocida como Vaguada de la Palma.

## Fin de la Edad Media y Siglo de Oro
Posiblemente sea en La Celestina en la primera obra en la que encontremos referencias notables a la importancia de la prostitución (y de la brujería) en el ámbito de la ciudad del Tormes. Posteriormente gran parte de la literatura erótica del Siglo de Oro español elegirá Salamanca, y en particular, a sus Barrios Bajos como marco de sus ficciones: La tía fingida (obra atribuida a Miguel de Cervantes), La lozana andaluza, La Carajicomedia, La pícara Justina y una gran cantidad de obras menores así lo atestiguan.
El príncipe Juan, hijo de los Reyes Católicos, vive en Salamanca durante su formación, a cargo del obispo Diego de Deza y ordena la reunión de las prostitutas de Salamanca en una llamada Casa de la mancebía, donde debían estar bajo la tutela de un cuidador, que desde entonces se llama Padre Putas.
Durante el reinado de Felipe II, en la segunda mitad del siglo XVI, el poder real emite disposiciones para que las mozas de partido abandonen la "Casa de la mancebía" de la ciudad durante el período de abstinencia anual (Cuaresma, Semana Santa y Semana de Pascua) y permanezcan inactivas y alejadas de ella en una estancia convenientemente dispuesta extramuros en la margen izquierda del río (en estas disposiciones reales tiene su origen la frase "Como putas en cuaresma" = sin dinero). La tarde del lunes posterior al de Pascua, acompañadas por el miembro del Cabildo Catedralicio que las custodiaba y administraba a lo largo de todo el año, el Padre Putas (uno de los puestos oficiales por designación real más codiciados de la época), regresaban a la ciudad atravesando el río en barcas que los estudiantes engalanaban. Esta costumbre anual era, al parecer, tan vistosa, que gran parte de los habitantes de la ciudad acudían a observarla y a tomar parte en ella. De ahí nació una de las tradiciones con más arraigo de esta localidad, el Lunes de Aguas.
La Universidad de Salamanca era el centro de estudios más importante de España, por tanto las rameras aprendían el oficio a su sombra, realizando sus prácticas de aprendizaje con el elemento estudiantil de la ciudad para, convertidas en auténticas "profesionales diplomadas", pasar a la Corte, donde las exigencias, a nivel técnico, eran con mucho mayores. Como atestiguan gran variedad de fuentes literarias e históricas de la época, el Barrio Chino de Salamanca, era uno de los más florecientes de España en el Siglo de Oro.

A Toledo, por la espada;

a Valencia, por las frutas;

a Rioja, por bon vino

y a Salamanca, por putas")[cita requerida]

Para la clientela de las ciudades limítrofes el Barrio Chino de Salamanca, se convertía, pues, en un centro de atracción y sumidero, precursor de la era turística en la que vivimos actualmente. Recuerdo de esta atracción es la pervivencia de los refranes o frases sentenciosas, políticamente incorrectísimas, que todavía aún repiten los más ancianos de la localidad: 

"Ávila de los Caballeros: santos, cantos y puteros."

"Zorra que marchó a Zamora no descansó ni una hora."

"De Béjar el buen pañero, la sierra y el putañero."

"Cuando llega el portugués,  la furcia trabaja un mes."

"A Guijuelo por jamón, de Guijuelo por revolcón."

"Si vuelve de la Ribera, la puta no vuelve entera" 

"El que en Ledesma es capón, en Salamanca la arrastra"

"Guardad la gallina, que vienen los de Alba;  (y en siendo puta, más, que la dejan sin calva)."

"En Ciudad Rodrigo, Rodrigo; en Salamanca, Don Higo."[cita requerida]

## El Barrio Chino contemporáneo
Desde el final del siglo XIX, con la desaparición de las murallas que rodeaban la ciudad la "zona de tolerancia" se fue trasladando paulatinamente desde extramuros, a las orillas del Tormes hasta un área delimitada por el triángulo cuyos vértices se encuentran en el Convento de los Padres Franciscanos, la Iglesia de la Purísima y el Colegio de la Compañía de Jesús (actual Universidad Pontificia). Esta zona fue destruida completamente durante la llamada "Francesada" (Guerra de la Independencia) y conocida como Barrio de los Caídos (en el habla salmantina = derribados), y en ruinas por tanto, se fue reconstruyendo paulatinamente con los materiales que quedaban de la destrucción hasta convertirse en el denominado "Barrio Chino".
Por el contrario de lo que sucedía hasta el siglo XVIII, cuando la prostitución gozaba de un estatus de legalidad y hasta de protección por parte de los poderes (real, eclesiástico, civil y universitario), en la época contemporánea, salvo excepciones, esta actividad, aunque bajo una cierta tolerancia, se ve perseguida y despreciada. Esto no fue óbice para que, desde el período de la guerra civil española, hasta principios de los años ochenta del siglo XX la vida del Barrio Chino de Salamanca, gozara de un período de esplendor quizá comparable al de los siglos anteriores. Este período de nuevo florecimiento realmente comenzó, aunque de forma más discreta, durante el reinado de Alfonso XIII. Se rumoreaba incluso que el mismo monarca había visitado de incógnito alguno de los locales de más alta alcurnia del Barrio Chino en su famoso periplo a caballo por la provincia de Salamanca [cita requerida].
Señoritos y obreros (juntos pero no revueltos), salmantinos y forasteros, coincidían en este ámbito. Si bien algunos locales no cerraban hasta pasada la medianoche (los más selectos cuya clientela era fundamentalmente autóctona), la vida principal del "barrio" se desarrollaba a plena luz del día y en muchos casos comenzaba a languidecer cuando a media tarde partía el último "coche de línea" que regresaba a las poblaciones limítrofes. La tradición de servicio a la provincia en particular, y a Castilla y León y norte de Extremadura era una constante que desde la época anterior se mantenía. Los locales más destacados de esta etapa serían "Casablanca", "Florida", "Bar sol" y "Serrano" (este último de clientela más popular). Entre todos los personajes que pasaron por este Barrio Chino son de destacar Rafael Farina, inmortalizado en una estatua en pleno corazón del Barrio, su protectora de tantos años, "La Margó", y la notable "Carmina", famosa por su fuerte personalidad y precursora, en los años cincuenta, de lo que décadas después se llegaría a conocer como barras americanas.

## Decadencia y desaparición del Barrio Chino
Los años sesenta y setenta, de gran especulación urbanística, no tuvieron excesivo impacto sobre esta área. A partir de principios de los ochenta el Barrio se convierte en el centro del tráfico y consumo de heroína. En ese momento, cuando los aires de cambio de la ola tardía de liberación sexual que recorre la España del final de la Transición y que extiende entre las masas españolas los logros de la revolución erótica de los años sesenta -hasta ese momento patrimonio solo de una élite-, comienza una imparable decadencia del Barrio Chino. Su inmejorable situación, muy céntrica, hacen que el precio del terreno sobre el que está construido se dispare, y, obviamente, las ventas continuas de suelo urbanizable. Comienzan derribos masivos y construcciones de edificios residenciales de nueva planta, ocupados ahora por miembros de la clase media-alta, quienes promueven frente al Ayuntamiento reformas en la calidad de vida y en la vigilancia de la zona. En 1992 se termina el nuevo "Palacio de Congresos y Exposiciones de Castilla y León", un edificio emblemático por su arquitectura y actividad que supone un verdadero punto de no retorno y golpe de gracia a la actividad lenocínica en este territorio. Los últimos prostíbulos acaban siendo demolidos y el Barrio cambia definitivamente de fisonomía natural. Después de un intento fallido de crear un nuevo Barrio Chino en los alrededores de la plaza de Julián Sánchez "El Charro", y del Mercado de San Juan (algunas prostitutas ejercían por la noche sobre colchones dentro de los soportales de este mercado, según informaba la prensa local de la época), los lupanares se desperdigan por las carreteras de acceso y circunvalación de la ciudad y en la actualidad 2012 hay 6 establecimientos de lucecitas en la plaza de Julián Sánchez "El Charro", y del Mercado de San Juan y calles adyacentes

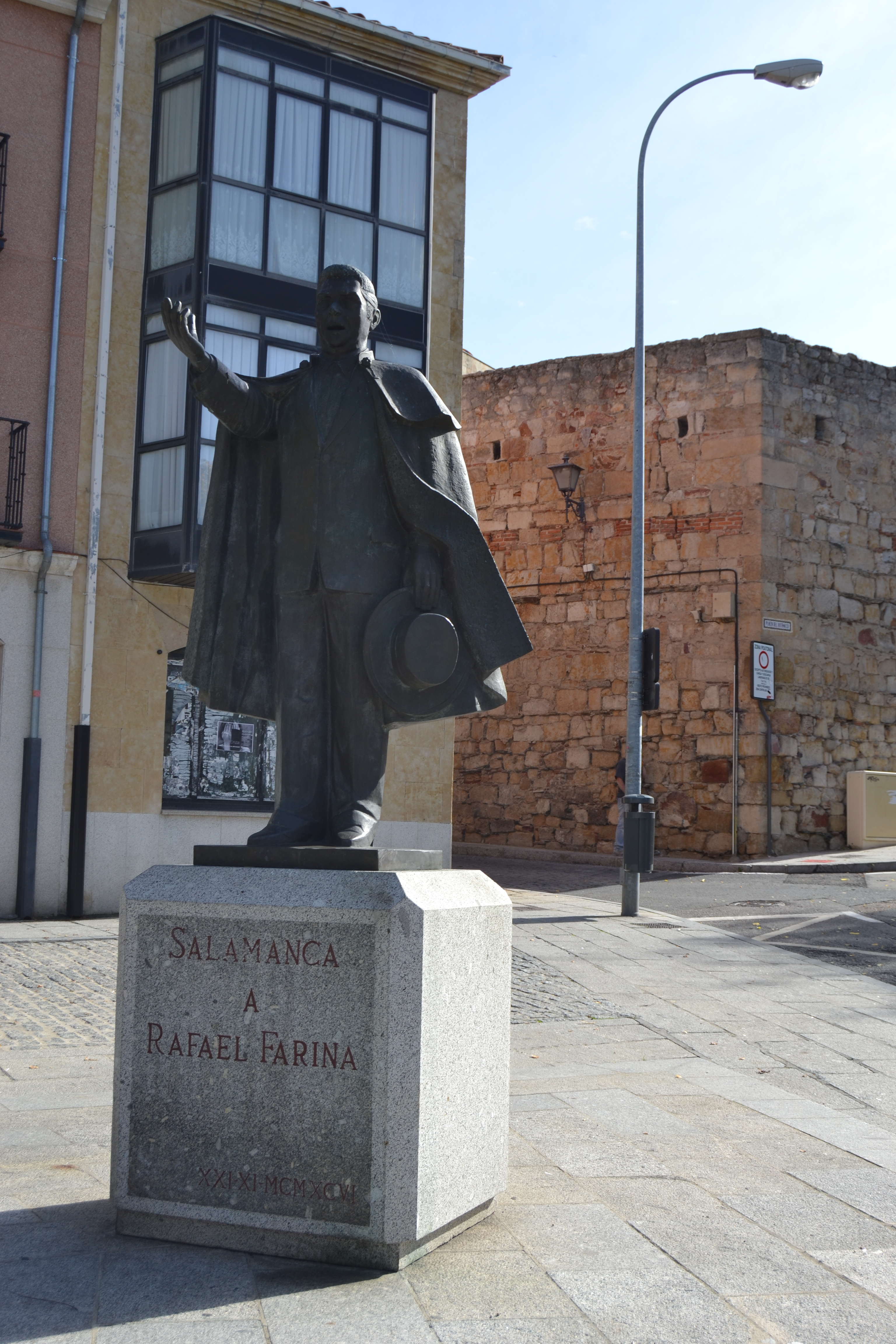
Estatua de Rafael Farina

La estatua de bronce de Rafael Farina y una modesta pero mítica casa de citas en la calle Cervantes 50 son el único recuerdo que, a día de hoy, permanece en pie de lo que fue, en una línea histórica continuada desde el período del Renacimiento Isabelino hasta casi el momento presente, el barrio chino con mayor peso en toda la historia de la Literatura Española.